# Batalha de Lena
A Batalha de Lena ocorreu em 31 de janeiro de 1208, provavelmente perto de Kungslena, uma pequena localidade da Comuna de Tidaholm, em Gotalândia Ocidental, Suécia.
Foi uma importante batalha entre o rei Suérquero II da Suécia e o príncipe Érico X da Suécia. Suérquero comandou um grande exército de dinamarqueses cedido pelo rei Valdemar II da Dinamarca. Fontes medievais dizem que esse exército tinha 12 000 ou até mesmo 18 000 homens, embora historiadores modernos tenham baixado esse número. O número de suecos era entre 7 000 e 10 000, sendo ajudados por uma pequena quantidade de noruegueses.
Érico venceu (segundo a lenda, auxiliado por Odin), e Suérquero teve que fugir para a Dinamarca. Suérquero retornaria na Batalha de Gestilren e nela morreria. Alguns historiadores dizem que o tempo frio do inverno ajudou os suecos, dado o fato de que os cavaleiros dinamarqueses ficariam lentos e vulneráveis na neve pesada.